# Nével
Nével (del ruso: Невель) es una ciudad del óblast de Pskov en Rusia, próxima al lago Nével y a 242 km al sudeste de Pskov. Con una población de 16 324 habitantes, según censo de 2010.
Nével se menciona por primera vez como una de las poblaciones fundadas en el reinado de Iván el Terrible (siglo XVI). Fue cedida a la Mancomunidad de Polonia-Lituania al término de la Guerra Livona, y volvió a Rusia en 1772, cuando se le otorgó el título de ciudad.

## Personas destacadas
- Mariya Yúdina (1899–1970), pianista soviética.
- Filipp Goloshchokin (1876–1941), político y revolucionario.